# Li Shuai (futbolista nacido en 1995)
Li Shuai (en chino tradicional: 李帥; en chino simplificado: 李帅; pinyin: Lǐ Shuài; Shenyang, Liaoning, 18 de junio de 1995) es un futbolista chino que juega en la demarcación de lateral izquierdo para el Shanghái Port de la Superliga de China.

## Selección nacional
Hizo su debut con la selección absoluta de China el 30 de agosto de 2019 contra Birmania en un partido amistoso que finalizó con un resultado de 4-1 a favor del combinado chino tras los goles de Yang Xu, Feng Jin y un doblete de Wu Xi para China, y de Hlaing Bo Bo para Birmania.

## Clubes
| Club                   | País  | Año       | Partidos | Goles |
| ---------------------- | ----- | --------- | -------- | ----- |
| Dalian Professional FC | China | 2016-2021 | 75       | 1     |
| Shanghái Port          | China | 2022-     | 33       | 0     |